# Daniel Florentin Popescu
Daniel Florentin Popescu (sinh ngày 25 tháng 8 năm 1993) là một cầu thủ bóng đá người România thi đấu cho Pandurii Târgu Jiu ở vị trí thủ môn.